# Fack ju Göhte 3
Fack ju Göhte 3 (fejlagtig tysk stavning af Fuck you, Goethe 3) er en tysk komediefilm fra 2017.  
I hovedrollen ses læreren Zeki Müller (Elyas M’Barek), der arbejder hårdt for at forberede sin klasse til studentereksamenen.
Filmen havde premiere i München d. 22. oktober 2017 og kom d. 26. oktober samme år i de tyske biografer. Filmen er en fortsættelse af Fack ju Göhte 2 fra 2015 og den sidste film i Fack ju Göhte-trilogien.